# Іто Кейсуке
Кейсуке Іто (яп. 伊藤 圭介, Itō Keisuke) — японський медик і біолог.

## З біографії
Як лікар Кейсуке Іто відомий тим, що розробив у Японії вакцину проти віспи. Він також широко вивчав флору і фауну Японії разом із Філіпом Францем фон Зібольдом, автором «Фауни Японії» та «Флори Японії». На його честь названо Rhododendron keiskei.
Він автор перекладу праці Філіппа Франца фон Зібольда «Флора Японії», яка з'явилася під назвою «Taisei honzou meiso» («泰西 本草 名 疏»). Цей переклад опубліковано 1829 року.
1881 року Кейсуке Іто став професором Токійського університету.
Помер 1901 року.

## Галерея

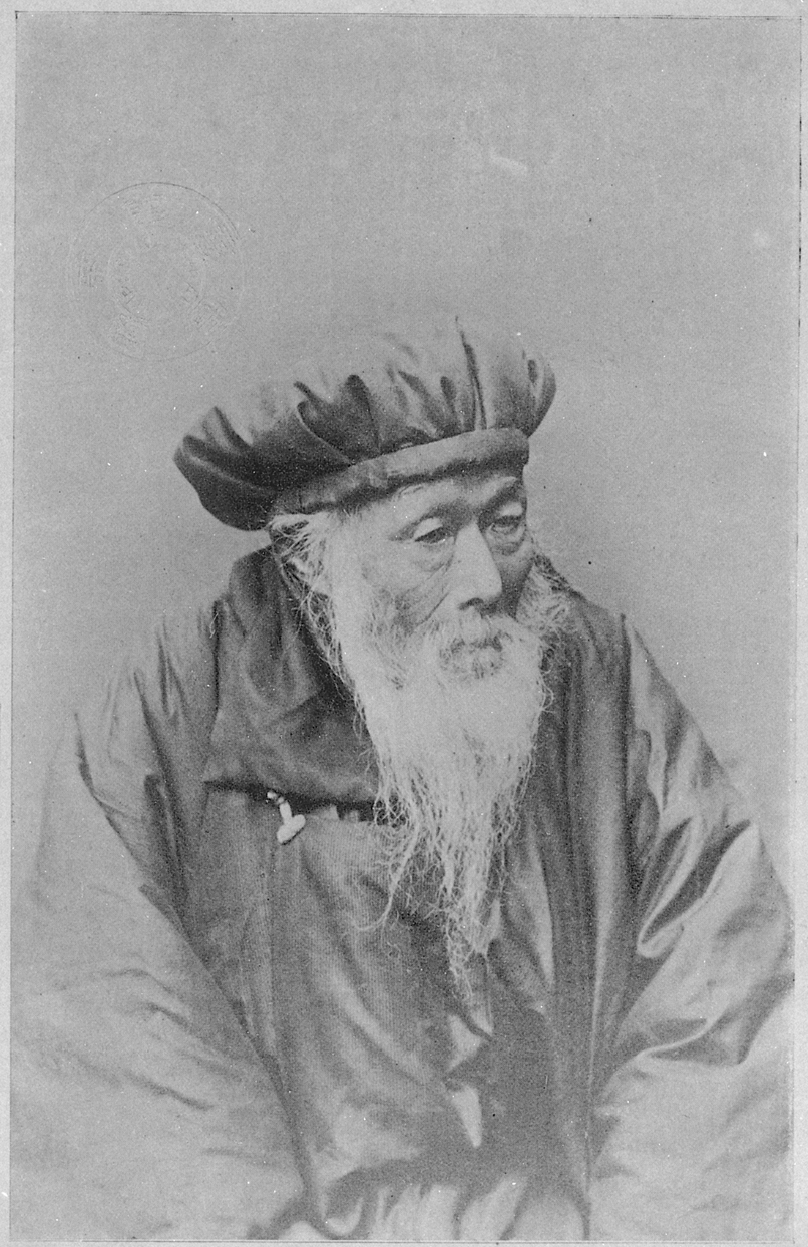
Кейсуке Іто
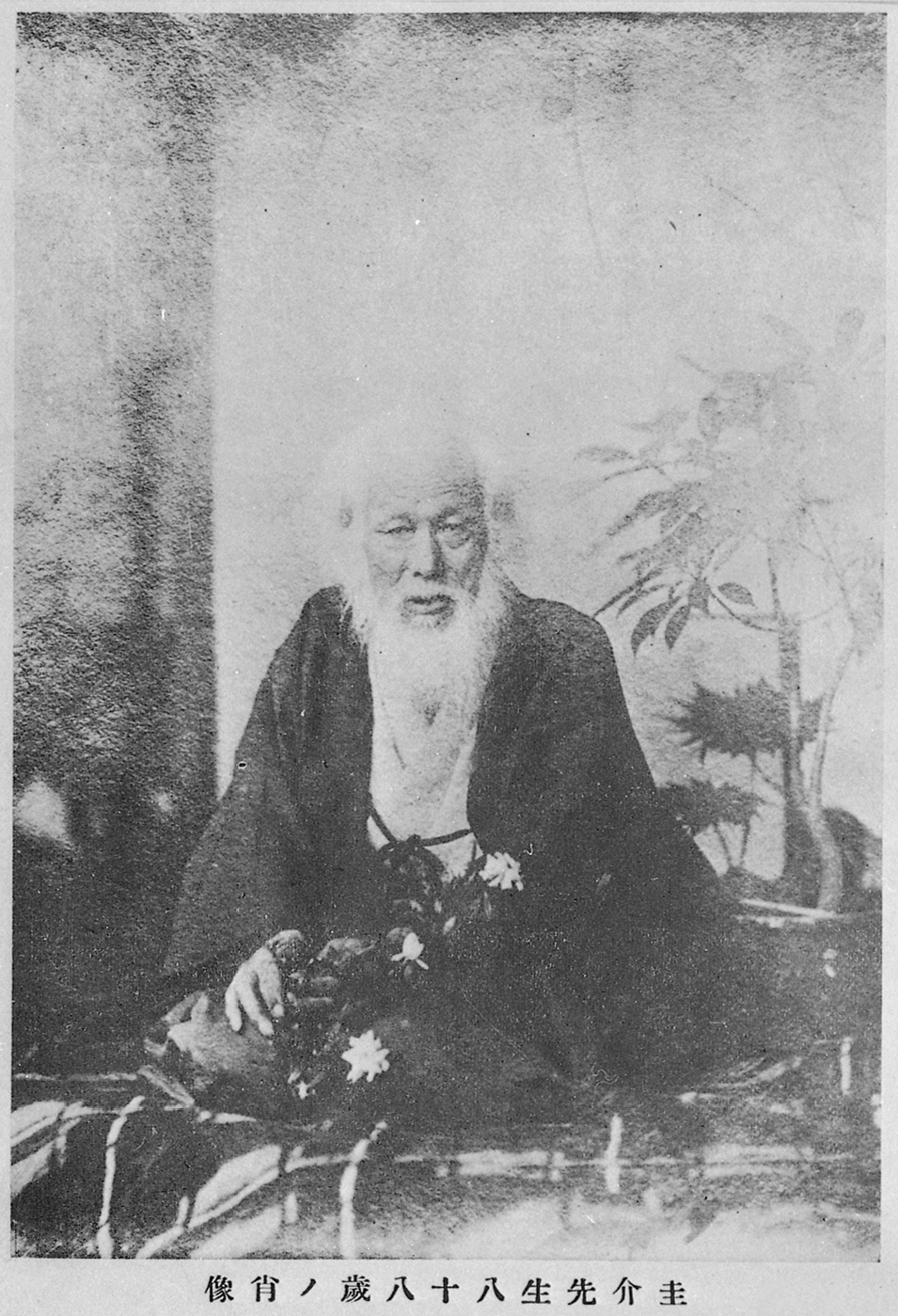
Кейсуке Іто у віці 88 років
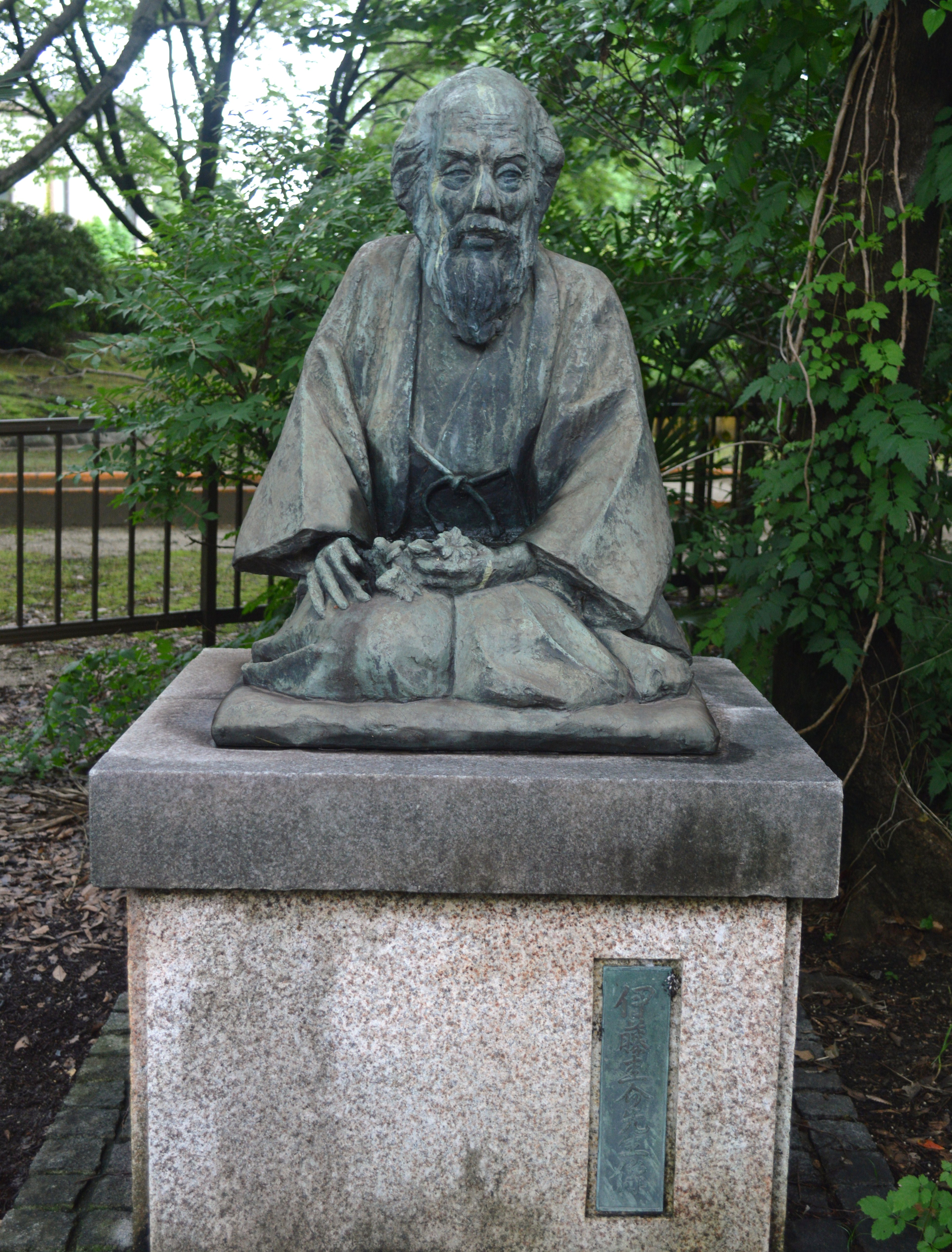
Статуя Іто Кейсуке
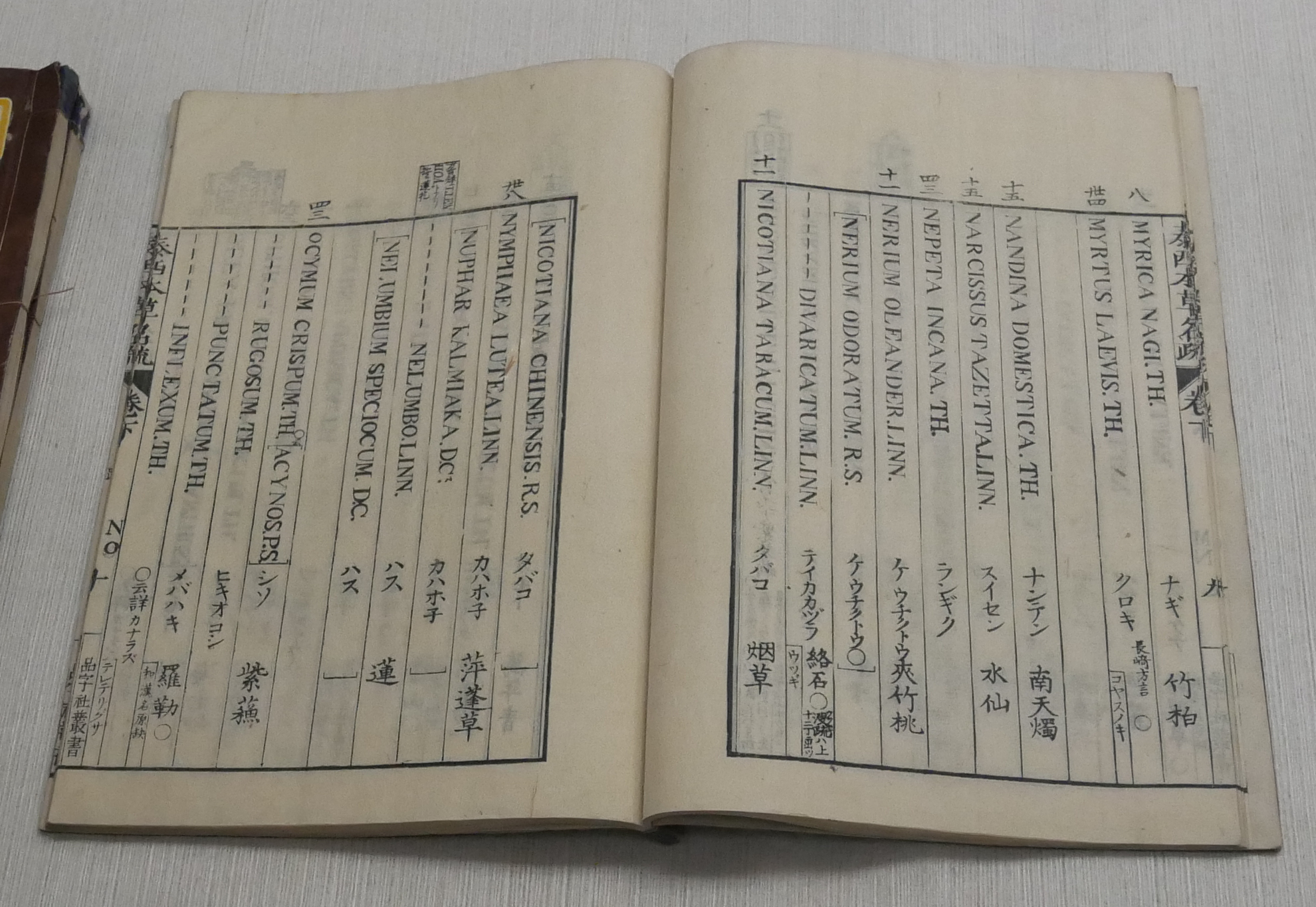
Його переклад Flora Japonica